# Josef Göhlen

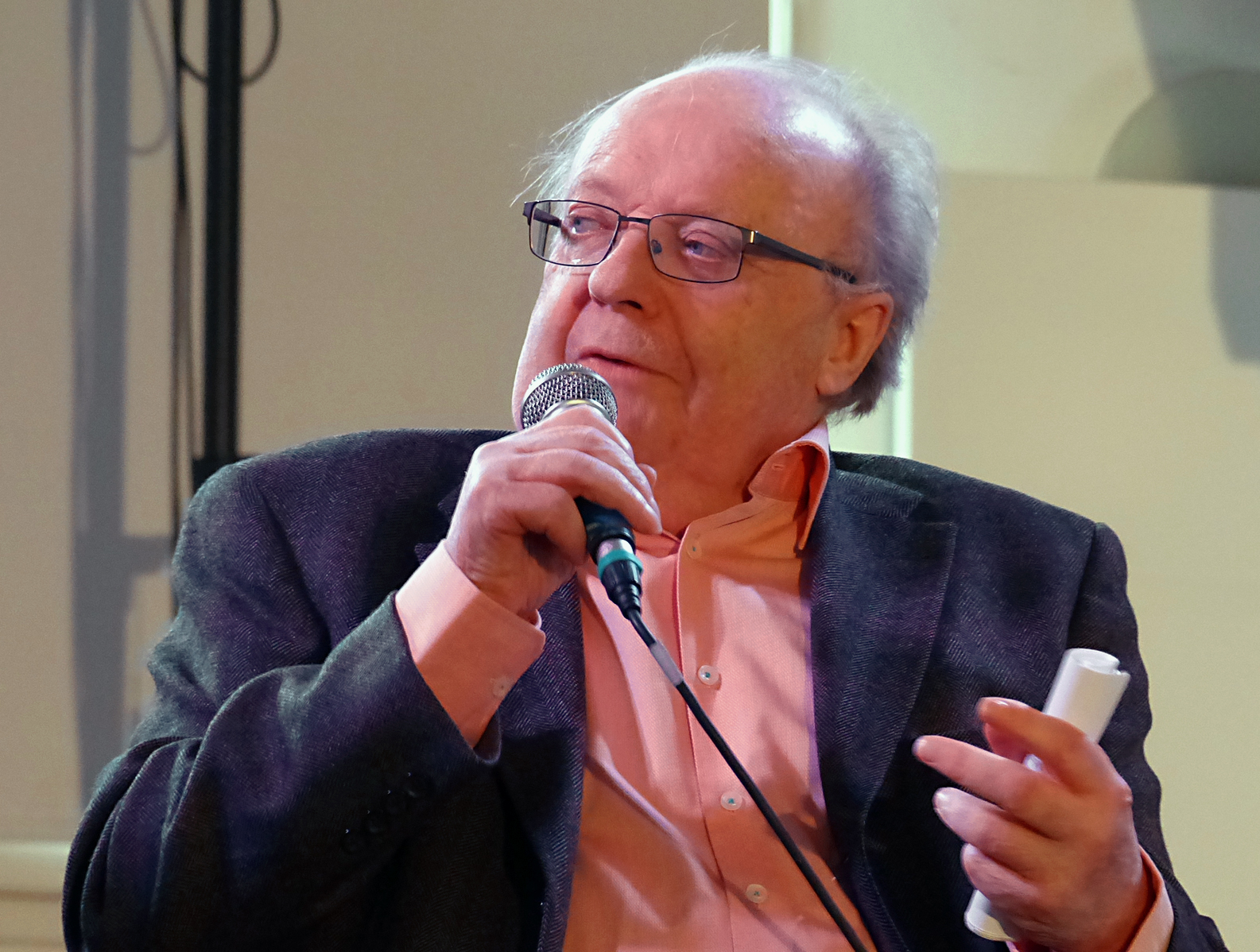
Josef Göhlen auf dem bumm Event, 2015

Josef Göhlen (* 7. Dezember 1931) ist ein deutscher Kinderbuchautor und Fernseh- und Filmproduzent.

## Karriere
Göhlen studierte zunächst Germanistik, Geschichte und Philosophie und arbeitete dann beim Hessischen Rundfunk, unter anderem bei Sendungen der Augsburger Puppenkiste.
Er hat zwei Bücher veröffentlicht: Bill Bo und seine sechs Kumpane (1968 im Hoch-Verlag) und den 1969 erschienenen Folgeband Bill Bo und die geheimnisvollen Reiter.
Von 1963 bis 1970 war er für den Hessischen Rundfunk tätig, für den er mehrere erfolgreiche Produktionen der Augsburger Puppenkiste initiierte und produzierte, unter anderem die Urmel-Serien, Der Löwe ist los oder Kater Mikesch. Daneben gehen bekannte Real-Kinderserien wie Pippi Langstrumpf auf seine Initiative zurück.
Von 1973 bis 1995 arbeitete Göhlen für das ZDF. Als Leiter des dortigen Kinder- und Jugendprogramms initiierte er die Trickfilmumsetzung von Die Biene Maja und ihre Abenteuer von Waldemar Bonsels in der Anime-Fernsehserie Die Biene Maja. Auf dieser Leistung fußt auch sein brancheninterner Spitzname „Insekten-Jupp“. Zuvor hatte Göhlen den Anstoß für die Umsetzung der Kinderbuchreihe um den Wikingerjungen Wickie von Runer Jonsson in der Anime-Serie Wickie und die starken Männer gegeben. Darüber hinaus initiierte und produzierte er mehrere bekannte Weihnachtsserien wie Timm Thaler oder Nesthäkchen.
Sein Kinderbuch Bill Bo und seine sechs Kumpane ist die Vorlage für den erstmals 1968 in der ARD ausgestrahlten vierteiligen Marionettenfilm der Augsburger Puppenkiste Bill Bo und seine Kumpane und des 2018 von Audible und der bumm film produzierten Audible-Original-Hörspiels Bill Bo und seine Bande.
Josef Göhlen gehörte zwölf Jahre lang dem Kuratorium junger deutscher Film an.

## Filmografie

### Als Produzent
- 1964: Kater Mikesch (Marionettenfilm)
- 1967: Damals in Hamburg – Die Hamburger Zeit der Beatles (Dokumentarfilm)
- 1967: Der Räuber Hotzenplotz (Marionettenfilm)
- 1974: Der Räuber Hotzenplotz (Spielfilm)
- 1974: Kli-Kla-Klawitter (Fernsehserie)
- 1986: Die Wicherts von nebenan (Fernsehserie)
- 1987: Wartesaal zum kleinen Glück (Fernsehserie)
- 1995: Die Straßen von Berlin (Fernsehserie)
- 1999: Ich liebe meine Familie, ehrlich

### Als Produktionsleiter (Marionettenfilme)
- 1963: Der kleine dicke Ritter Oblong-Fitz-Oblong
- 1965: Der Löwe ist los!
- 1966: Kommt ein Löwe geflogen
- 1967: Die Museumsratten
- 1967: Gut gebrüllt, Löwe
- 1969: Urmel aus dem Eis
- 1970: Kleiner König Kalle Wirsch
- 1971: 3:0 für die Bärte

### Als Drehbuchautor
- 1968: Bill Bo und seine Kumpane

## Schriften
- Bill Bo und seine sechs Kumpane. Thienemann Verlag, 1995, ISBN 3-522-16889-5
- Bill Bo und die geheimnisvollen Reiter. Thienemann Verlag, 2002, ISBN 3-522-16890-9.
- Man nannte mich Insektenjupp. Die Autobiografie von Film- und Fernsehproduzent Josef Göhlen. Art Skript Phantastik Verlag & Design, 2024, ISBN 978-3-949880-05-6.